# チプレッサ
チプレッサ（イタリア語: Cipressa）は、イタリア共和国リグーリア州インペリア県にある、人口約1,200人の基礎自治体（コムーネ）。
リグーリア海岸からほんの少し離れた丘の上に位置し、自転車ロードレース「ミラノ～サンレモ」ではレース終盤の重要な局面として登場する村である。

## 地理

### 位置・広がり
インペリア県南部のコムーネである。

#### 隣接コムーネ
隣接するコムーネは以下の通り。
- チヴェッツァ
- コスタライネーラ
- ピエトラブルーナ
- ポンペイアーナ
- サン・ロレンツォ・アル・マーレ
- サント・ステーファノ・アル・マーレ
- テルツォーリオ

### 地震分類
イタリアの地震リスク階級 (it) では、2 に分類される
。

## 行政

### 分離集落
チプレッサには、以下の分離集落（フラツィオーネ）がある。
- Aregai, Lingueglietta, Piani di Cipressa

## 文化・観光
分離集落の Lingueglietta は、「イタリアの最も美しい村」クラブに加盟する村である。